# Esaco
Esaco (in greco antico: Αἴσακος?, Áisakos; in latino Aesacus) è un personaggio della mitologia greca, figlio di Priamo re di Troia e Arisbe, sua prima moglie.
Secondo Apollodoro, Esaco (come i fratellastri Eleno e Cassandra) aveva il dono della veggenza, in particolare era noto per l'interpretazione dei sogni che aveva ereditato dal nonno materno Merope.

## Mitologia
Per la maggior parte delle fonti, tra cui le Metamorfosi di Ovidio, Esaco era il primogenito del re Priamo e l'unico figlio che il re ebbe dalla sua prima moglie Arisbe, secondo altri la madre di Esaco sarebbe stata la ninfa Alessiroe figlia del fiume Granico.

### Prima della guerra di Troia
Prima della nascita di Paride, Ecuba sognò di generare una fascina di legna piena di serpenti, di svegliarsi e gridare che Troia era in fiamme. Priamo subito consultò Esaco per comprendere quel sogno, egli esclamò: "Il bimbo che sta per nascere sarà la rovina della nostra patria! Ti supplico di liberartene!".
Pochi giorni dopo Esaco fece una nuova profezia: "Le principesse troiane che partoriranno oggi dovranno essere uccise e così i loro figli!" e Priamo uccise così sua sorella Cilla e il figlio di lei Munippo, nato quella mattina.
Anche Ecuba partorì quel giorno suo figlio ma Priamo non li uccise.

### La fine di Esaco
Esaco era perdutamente innamorato di Sterope, figlia del fiume Cebreno che morì morsa da un serpente. Esaco non riuscì a darsi pace e cercò più volte la morte, senza trovarla, gettandosi in mare da un'erta rupe.
Alla fine, mossi a compassione gli dei lo tramutarono in uno smergo, uccello che può abbandonarsi alla sua ossessione, senza offendere il creato.
Secondo altre tradizioni, Esaco partecipò alla guerra di Troia: ebbe modo di distinguersi in battaglia, ma venne ucciso per mano di Agamennone.